# Teuta

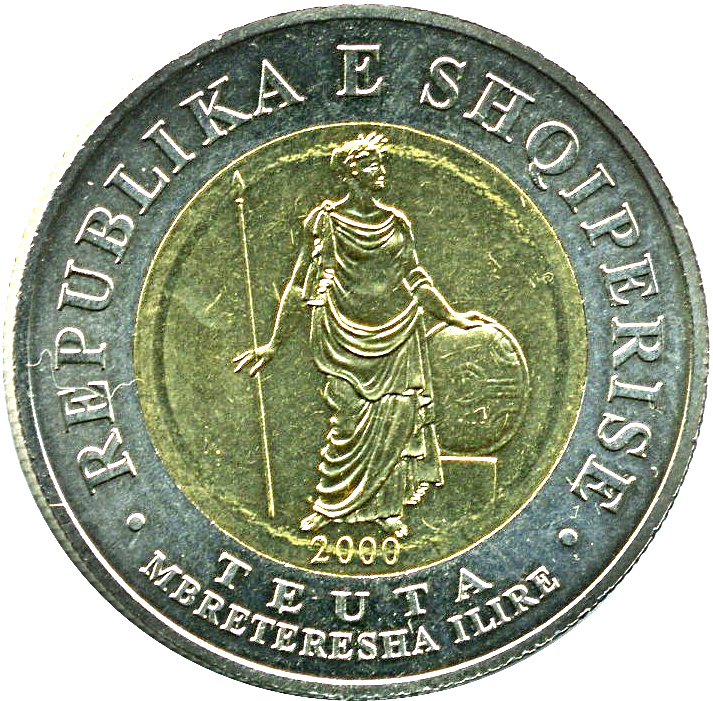
Teuta op een munt van 100 Lek.

Teuta (Illyrisch: Teutana) was vanaf ca. 232 v.Chr. tot 228 v.Chr. koningin van de Illyriërs, die na de dood van haar man, koning Agron, zijn werk voortzette.

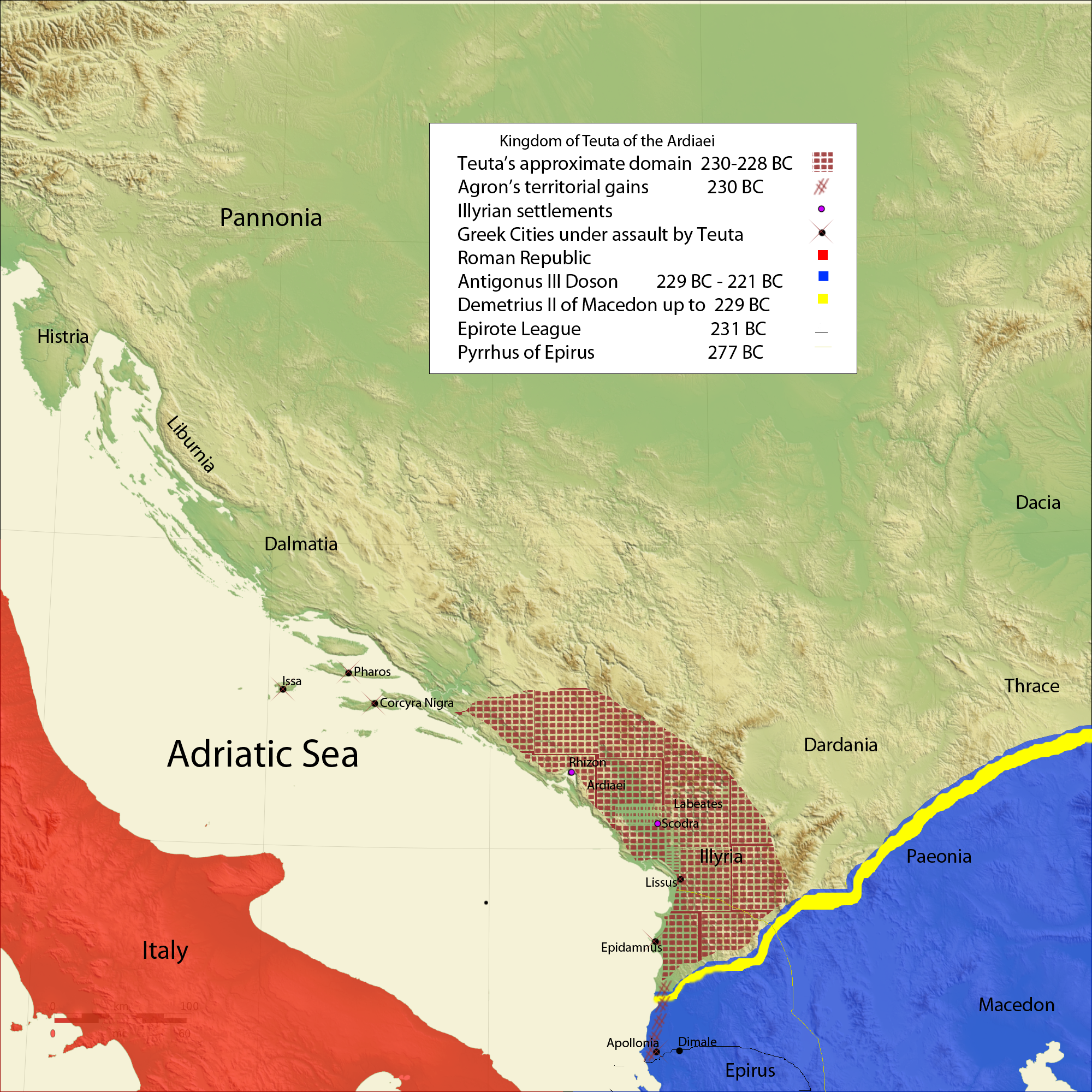
Teuta (230 BC - 228 BC)

Met deze energieke vrouw kwamen de Romeinen in oorlog, toen haar piraten hun Griekse bondgenoten te veel schade toe gingen brengen. Binnen een jaar moesten de slecht georganiseerde zeerovers het afleggen tegen de Romeinse vlootstrijdkrachten. Teuta moest erin toestemmen een soort vazal van Rome te worden en zij verloor een gedeelte van haar gebied, dat Rome aan bondgenoten uitdeelde.
Toen de bondgenoten 10 jaar later moeilijkheden maakten, beroofde Rome ze zonder veel moeite van hun macht. Het zag er overigens van af een provincia te organiseren. De Romeinen waren erop uit hun handelscheepvaart te beveiligen. Dit gebied interesseerde hen niet veel. Uiteindelijk werd koningin Teuta gedwongen naar Rome over te komen, waar ze de rest van haar leven als hofdame, bij de consuls, verbleef.